# Seznam popravených osob v Československu před druhou světovou válkou
Toto je seznam osob, které byly popraveny za první a druhé Československé republiky. Ač byli vrazi běžně odsuzováni k trestu smrti, tak ve většině případů jim byla udělena prezidentem milost a trest změněn buďto na těžký žalář doživotní nebo na těžký žalář kratšího trvání. Trest smrti byl zákonem o zločinech, přečinech a přestupcích z roku 1852 stanoven za vraždu, loupežné zabití (neúmyslné zabití při loupeži), žhářství a zlomyslné poškození cizího majetku. V případě posledních dvou zločinů však jen v případě, že byla následkem zločinu smrt, kterou mohl pachatel předvídat.  Rovněž byl trest smrti stanoven za některé zločiny proti státu.

## Seznam
| Jméno                                                                                             | zločin                                                                           | počet obětí               | počet přeživších obětí | místo popravy    | datum popravy |
| ------------------------------------------------------------------------------------------------- | -------------------------------------------------------------------------------- | ------------------------- | ---------------------- | ---------------- | ------------- |
| Alois Heis, Josef Foglatanc, Alois Hanzák                                                         | Sebepoškození v době bojů na Slovensku - sporná legálnost vojenského rozsudku    |                           |                        | Slovensko        | 17.6. 1919    |
| František Bareš, František Pilát, Antonín Smitek, Karel Dostál, Jaroslav Laštovka, František Linc | Drancování v době bojů na Slovensku - sporná legálnost vojenského rozsudku       |                           |                        | Veľký Lapáš      | 20.6. 1919    |
| Jan Žatko                                                                                         | Vzpoura                                                                          |                           |                        | Rožňava          | 22.8. 1919    |
| Josef Kolínský                                                                                    | loupežná vražda v hodinářství                                                    | 3                         |                        | Pankrác          | 24.1. 1923    |
| Ludvík Novák                                                                                      | Loupežná vražda                                                                  | 2                         |                        | Tábor            | 9.1. 1923     |
| Jindřich Bažant                                                                                   | Vražda dvou milenek a pokus o vraždu třetí milenky                               | 2                         | 1                      | Kutná Hora       | 28.6. 1927    |
| Franz Sandtner                                                                                    | brutálně vyvraždil rodinu včetně dvou dětí                                       | 5                         | 1                      | Plzeň            | 1.7. 1927     |
| Martin Lecián                                                                                     | Loupežný sériový vrah                                                            | 4                         | 2                      | Olomouc          | 6.10. 1927    |
| Ludvík Bognár                                                                                     | Loupežná vražda a čtyři vraždy při pokusech o zatčení                            | 5                         |                        | Bratislava       | 31.10. 1929   |
| František Ellinger                                                                                | Vražda četníka a jeho manželky, pokus o vraždu jejich dětí                       | 2                         | 2                      | Věznice Znojmo   | 1.12. 1930    |
| František Lukšík                                                                                  | Brutální loupežná vražda mladé ženy                                              | 1                         |                        | Karlovo náměstí  | 6.12. 1930    |
| Josef Havlík                                                                                      | vražda a pokus o vraždu                                                          | 1                         | 1                      | Karlovo náměstí  | 11.3. 1933    |
| Rudolf Dzieržawa                                                                                  | vražda četníka                                                                   | 1                         |                        |                  | 4.11. 1933    |
| Antonín Weis                                                                                      | dvojnásobná loupežná vražda                                                      | 2                         |                        | Cheb             | 13.4. 1935    |
| Jindřich Musil                                                                                    | loupežná vražda                                                                  |                           |                        |                  | 30.7. 1936    |
| Jan Tvarůžek                                                                                      | loupežná vražda faráře                                                           | 1                         |                        | Cejl (Brno)      | 5.5. 1937     |
| Ladislav Šajtar                                                                                   | loupežná masová vražda kvůli třem korunám                                        | 3                         |                        |                  | 21.1. 1938    |
| František Wörös                                                                                   |                                                                                  |                           |                        | Nitra            | 2.2. 1938     |
| Josef Krejza                                                                                      | vojenská zrada                                                                   |                           |                        | Věznice Pankrác  | 22.5. 1938    |
| Edmund Kalmár                                                                                     | předal Nacistickému Německu informace o československých pohraničních opevněních |                           |                        | Věznice Hradčany | 24.9 1938     |
| Alois Wünsch                                                                                      | Špionáž pro Maďarsko                                                             |                           |                        |                  | 30.9. 1938    |
| Svatoslav Štěpánek                                                                                | Sériový sexuální vrah žen, dívky (pokus) a chlapce                               | 3 (a ještě 2 neprokázané) | 2                      | Věznice Pankrác  | 7.11. 1938    |
| Josef Jambor                                                                                      | loupežná vražda                                                                  | 1                         |                        |                  | 16.11. 1938   |